# 孔雀座θ
孔雀座θ，又名CP-65 3754，HD 173168、SAO 254374、HR 7036，是孔雀座的一颗恒星，视星等为5.73，位于銀經330.43，銀緯-24.14，其B1900.0坐标为赤經18h 38m 48s，赤緯-65° -24.14′ 52″。